# 노스캐롤라이나 FC
노스캐롤라이나 FC(North Carolina Football Club)는 미국 노스캐롤라이나주 캐리를 연고로 하는 USL 챔피언십 소속의 축구팀으로 2016년 12월 6일 캐롤라이나 레일호크스(Carolina Railhawks)에서 현재 팀명으로 바뀌었으며 2018 시즌부터 북미 사커 리그를 탈퇴한 뒤 유나이티드 사커 리그에 첫 발을 내딛기 시작하여 2019 시즌부터 2020 시즌까지 USL 챔피언십에 참가했고 2021 시즌부터 2023 시즌까지는 USL 리그 1에 참가했다가 2024 시즌부로 다시 USL 챔피언십에 복귀했다.

## 역대 홈경기장
| 경기장               | 사용기간    | 장소                  | 팀명              | 비고 |
| -------------------- | ----------- | --------------------- | ----------------- | ---- |
| 웨이크메드 사커 파크 | 2007년~현재 | 노스캐롤라이나주 캐리 | 노스캐롤라이나 FC | 빈칸 |

## 선수단 및 코칭 스태프

### 현재 선수 명단
2016년 7월 13일

참고: FIFA 자격 규정에 따라 소속된 국가대표팀 국기를 표시합니다. 선수는 복수의 FIFA 비회원국 국적을 가지고 있을 수 있습니다.
| 번호 | 포지션 | 국적              | 이름            |
| ---- | ------ | ----------------- | --------------- |
| 1    | GK     |                   | 맥 로빈슨       |
| 2    | DF     | 잉글랜드          | 폴 블랙         |
| 3    | DF     | 푸에르토리코      | 쿠포노 로우     |
| 4    | DF     |                   | 드류 베키       |
| 6    | MF     |                   | 오스틴 다 루즈  |
| 7    | MF     | 과테말라          | 마르빈 세바요스 |
| 8    | MF     | 잉글랜드          | 맷 왓슨         |
| 9    | FW     |                   | 알리 하산       |
| 10   | MF     |                   | 나즈미 알바다위 |
| 11   | MF     | 남아프리카 공화국 | 타이 시펄린     |
| 12   | DF     | 트리니다드 토바고 | 카림 모지스     |
| 13   | DF     |                   | 코너 토빈       |

| 번호 | 포지션 | 국적     | 이름              |
| ---- | ------ | -------- | ----------------- |
| 16   | FW     |          | 맷 폰디           |
| 17   | FW     |          | 빌리 슐러         |
| 20   | MF     |          | 조나단 올란도     |
| 21   | FW     |          | 브라이언 슈라이버 |
| 24   | MF     |          | 제레미 켈리       |
| 27   | DF     | 잉글랜드 | 사이먼 멘징       |
| 31   | DF     |          | 스티븐 밀러       |
| 42   | MF     | 아이티   | 제임스 마르슬랭   |
| 50   | GK     |          | 아키라 피츠제럴드 |
| 92   | GK     |          | 브라이언 실베스터 |
| 99   | FW     |          | 오마르 브라보     |

### 현재 코칭 스태프
- 감독 :  콜린 클라크
- 코치 :
  -  듀언 베이더
  -  그렉 쉴즈
  -  닉 플래터
- 수석 피지컬 코치 :  숀 윌슨

### 역대 감독
| 감독          | 임기      |
| ------------- | --------- |
| 스콧 슈바이처 | 2007-2008 |
| 마틴 레니     | 2009-2011 |
| 콜린 클라크   | 2012-     |

## 역대 성적

### 우승 기록
- 북미 축구 리그
  - 우승 (서포터즈 컵) : 2011, 2013
- USL 퍼스트 디비전
  - 준우승 (정규 시즌) : 2009
- USSF 디비전 2 프로패셔널 리그
  - 준우승 (플레이오프) : 2010
  - 우승 (북미 축구 리그 컨퍼런스) : 2010
- 기타 트로피
  - 코파 테카테 : 2009
  - 서던 더비 컵 : 2007, 2008, 2009

### 연간 성적
| 년도 | 리그                          | 순위                          | 플레이오프 | 평균 관중 |
| ---- | ----------------------------- | ----------------------------- | ---------- | --------- |
| 2007 | USL 퍼스트 디비전             | 8위                           | 준준결승   | 4,962     |
| 2008 | USL 퍼스트 디비전             | 8위                           | 진출실패   | 3,869     |
| 2009 | USL 퍼스트 디비전             | 2위                           | 준준결승   | 2,943     |
| 2010 | USSF 디비전 2 프로패셔널 리그 | 1위                           | 결승       | 2,241     |
| 2011 | 북미 축구 리그                | 1위                           | 준결승     | 3,353     |
| 2012 | 북미 축구 리그                | 4위                           | 준결승     | 3,883     |
| 2013 | 북미 축구 리그                | 봄 시즌 : 2위 가을 시즌 : 2위 | 진출 실패  | 4,708     |
| 2014 | 북미 축구 리그                | 봄 시즌 : 4위 가을 시즌 : 5위 | 진출 실패  | 4,551     |
| 2015 | 북미 축구 리그                | 봄 시즌 : 3위 가을 시즌 : 7위 | 진출 실패  | 4,539     |
| 2016 | 북미 축구 리그                | 봄 시즌 : 7위 가을 시즌 : 7위 | 진출 실패  | 5,058     |
| 2017 | 북미 축구 리그                | 봄 시즌 : 5위 가을 시즌 : 3위 | 준결승     | 4,471     |
| 2018 | 유나이티드 사커 리그          |                               |            |           |